# Epicosymbia subfasciata
Epicosymbia subfasciata là một loài bướm đêm trong họ Geometridae.